# غوستاف شيك
غوستاف شيك (بالألمانية: Gustav Scheck)‏ (و. 1901 – 1984 م) هو موسيقي، وأستاذ جامعي ألماني، ولد في ميونخ، يستخدم آلات فلوت، توفي في فرايبورغ، عن عمر يناهز 83 عاماً.